# Churajbat as-Suk
Churajbat as-Suk (arab. خريبة السوق) – miasto w Jordanii (muhafaza Amman). Według danych szacunkowych na rok 2008 liczy 122 304 mieszkańców.